# Hun Manet
Hun Manet (khmer: ហ៊ុន ម៉ាណែត, Hŭn Manêt; født 20. oktober 1977 i Memot i det daværende Demokratisk Kampuchea) er en cambodjansk politiker og general som i 2023 efterfulgte sin far, Hun Sen, som Cambodjas premierminister. Før sin politiske udnævnelse var næstkommanderende i De Kongelige Cambodjanske Væbnede Styrker og øverstbefalende for Den Kongelige Cambodjanske Hær.
Manet er søn af den forrige premierminister Hun Sen og Bun Rany. Han voksede op og fik sin skolegang i Phnom Penh. Han sluttede sig til de væbnede styrker i 1995 og blev samme år optaget på United States Military Academy i West Point. Han dimitterede fra militærakademiet i USA i 1999 som den første cambodjaner. Han var blevet nævnt af både medier og Hun Sen selv som en kandidat til premierministerposten. Dette blev formelt gjort officielt den 4. december 2021, da Manet enstemmigt blev valgt af Det Cambodjanske Folkepartis centralkomite til at være partiets fremtidige kandidat til premierministerposten efter Hun Sen.
Det Cambodjanske Folkeparti vandt parlamentsvalget i Cambodja 23. juli 2023. Valget blev bredt kritiseret af internationale observatører for at foregå i et restriktivt politisk miljø og hverken være frit eller retfærdigt; det største oppositionsparti blev diskvalificeret to måneder før valget, og en oppositionsleder blev fængslet.
Efter valget annoncerede Hun Sen den 26. juli sin afgang som premierminister, hvilket officielt gjorde Manet til kommende premierminister. Den nye regering med Hun Manet tiltrådte den 22. august.
Hun Manet er gift med Pich Chanmony, datter af Pich Sophoan, en tidligere statssekretær i arbejdsministeriet.

## References
1. 1 2  "Hun Manet: Walking his father's path into Cambodia's top job". gulfnews.com (engelsk). 2023-08-22. Hentet 2023-08-23.
2. 1 2  "Hun Manet will become new Prime Minister on August 22". Khmer Times. 26. juli 2023. Arkiveret fra originalen 27. juli 2023. Hentet 27. juli 2023.
3. ↑  "Manet accepts honours, congratulatory messages". Khmer Times. 8. august 2023. Arkiveret fra originalen 14. august 2023. Hentet 14. august 2023.
4. ↑  "Like father, like son in Cambodia". Asia Times. 17. marts 2011. Arkiveret fra originalen den 20. marts 2011. Hentet 1. juni 2014.{{cite web}}:  CS1-vedligeholdelse: Uegnet url (link)
5. ↑  Hutt, David (8. juni 2019). "Hun Manet: The Next Prime Minister of Cambodia?". The Diplomat. Hentet 30. august 2019.
6. ↑  Ben, Sokhean (25. oktober 2018). "Hun Manet can be prime minister if he is elected, says Hun Sen". The Phnom Penh Post. Arkiveret fra originalen 7. april 2023. Hentet 30. august 2019.
7. ↑  "PM Hun Sen declares his support for his son Hun Manet to succeed him as Prime Minister". Khmer Times. 2. december 2021. Hentet 9. december 2021.
8. ↑  "Hun Manet unanimously elected to be the future Prime Minister". Khmer Times. 24. december 2021. Hentet 24. december 2021.
9. ↑  Chen, Heather (2023-07-21). "One of the world's longest serving leaders is set to win another one-sided election". CNN (engelsk). Hentet 2023-08-03.
10. ↑  "Cambodia: Statement by the Spokesperson on the general elections | EEAS". www.eeas.europa.eu. Hentet 2023-08-01.
11. ↑  "Canada in Cambodia". www.facebook.com (engelsk). Hentet 2023-08-01.
12. ↑  Miller, Matthew (2023-07-23). "National Elections in Cambodia". United States Department of State (engelsk). Arkiveret fra originalen 2023-07-24. Hentet 2023-07-24.
13. ↑  "FCDO statement on Cambodian elections". GOV.UK (engelsk). Hentet 2023-08-01.
14. ↑  "Prime Minister Hun Sen announces resignation". Khmer Times. 26. juli 2023. Hentet 26. juli 2023.
15. ↑  Turton, Shaun; Phak, Seangly (6. juli 2016). "Inside the Hun family's business empire". Bangkok Post (engelsk). Hentet 9. marts 2023.